# Naef
Naef oder Näf ist ein deutscher Familienname.

## Namensträger
- Adolf Naef (1883–1949), Schweizer Zoologe und Paläontologe
- Adrian Naef (* 1948), Schweizer Schriftsteller
- Albert Naef (1862–1936), Schweizer Architekt
- Anton Näf (* 1946), Schweizer Germanist, Sprachwissenschaftler und Hochschullehrer
- August Naef (1806–1887), Schweizer Verwaltungsbeamter und Geschichtsforscher
- Beat Näf (* 1957), Schweizer Althistoriker
- Céline Naef (* 2005), Schweizer Tennisspielerin
- Dominique Naef, Schweizer Astronom
- Eduard Naef-Blumer (1866–1934), Schweizer Förderer des Alpinismus und Sachbuchautor
- Ernst Näf (* 1920),  Schweizer Radrennfahrer
- Eugenia Naef (* 1965), deutsche Regisseurin, Autorin und Übersetzerin
- Emil Naef (1851–1910), Schweizer Tierarzt, Journalist, Übersetzer und Statistiker
- Friedrich Hegi-Naef (1878–1930), Schweizer Archivar, Privatdozent, Heraldiker, Genealoge und Burgenforscher
- Fritz Näf (* 1943), Schweizer Dirigent
- Fritz Naef (1934–2014), Schweizer Eishockeyspieler
- Irene Naef (Schauspielerin) (1922–1999), deutsche Schauspielerin
- Irene Naef (Künstlerin) (* 1961), Schweizer Künstlerin
- Hannibal Naef (1902–1979), Schweizer Architekt
- Heinrich Naef (* 1951), auch Heinrich Näf, Henry Naef, Schweizer Geologe
- Jakob Braendlin-Näf (1775–1845), Pionier der Schweizer Baumwollindustrie
- Jasmin Näf (* 1997), Schweizer Bobfahrerin
- Jean-Martin Naef (1869–1954), Schweizer Politiker und Unternehmer
- Joachim Naef (1929–1989), Schweizer Architekt
- Johann Baptist Näf (1827–1911), Schweizer Pfarrer und Bibliothekar
- Johanna Näf (* 1944), Schweizer Malerin, Plastikerin und Fotografin
- Johannes Näf-Enz (1826–1886), Schweizer Unternehmer, siehe Gebrüder Näf
- Jonas Näf (1826–1867), Schweizer Politiker
- Konrad Näf (1789–1832), Schweizer Gehörlosenlehrer und Dichter
- Kurt Naef (1926–2006), Schweizer Innenarchitekt, Unternehmer und Spielzeugmacher
- Lilian Naef (* 1963), Schweizer Schauspielerin und Regisseurin
- Margrit Näf (* 1955), Schweizer Fussballspielerin
- Marlies Näf-Hofmann (1926–2018), Schweizer Politikerin und Juristin
- Martin Naef (* 1970), Schweizer Politiker (SP)
- Martina Naef (* 1980), Schweizer Leichtathletin
- Mathias Naef (1792–1846), Schweizer Webereifabrikant und St. Galler Grossrat
- Naphtali Näf (1818–1891), badischer Landtagsabgeordneter
- Norbert Näf (* 1967), Schweizer Politiker
- Ralph Näf (* 1980), Schweizer Mountainbikefahrer
- Robert A. Naef (1907–1975), Schweizer Bankbeamter, Amateurastronom und Volksbildner
- Roland Näf (* 1957), Schweizer Politiker (SP)
- Rösli Näf (1911–1996), Schweizer Krankenschwester
- Rudolf Näf-Gallmann (1829–1883), Schweizer Unternehmer, siehe Gebrüder Näf
- Ruth Humbel Näf (* 1957), Schweizer Politikerin (CVP) und Orientierungsläuferin
- Sabina Naef (* 1974), Schweizer Lyrikerin
- Susanne Leuzinger-Naef (* 1949), Schweizer Juristin und Vizepräsidentin des Bundesgerichts, des obersten Gerichts der Schweiz
- Werner Näf (1894–1959), Schweizer Historiker
- Wladimir Naef (1919–2006), Schweizer Schachspieler und Schachkomponist
- Yvonne Naef (* 1957), Schweizer Mezzosopranistin